# Џеј (Флорида)
Џеј (енгл. Jay) град је у америчкој савезној држави Флорида. По попису становништва из 2010. у њему је живело 533 становника.

## Демографија
Према попису становништва из 2010. у граду је живело 533 становника, што је 46 (7,9%) становника мање него 2000. године.
| Група             | 2000.       | 2010.       |
| Белци             | 554 (95,7%) | 504 (94,6%) |
| Афроамериканци    | 2 (0,3%)    | 4 (0,8%)    |
| Азијати           | 1 (0,2%)    | 5 (0,9%)    |
| Хиспаноамериканци | 11 (1,9%)   | 11 (2,1%)   |
| Укупно            | 579         | 533         |